# Specklagen

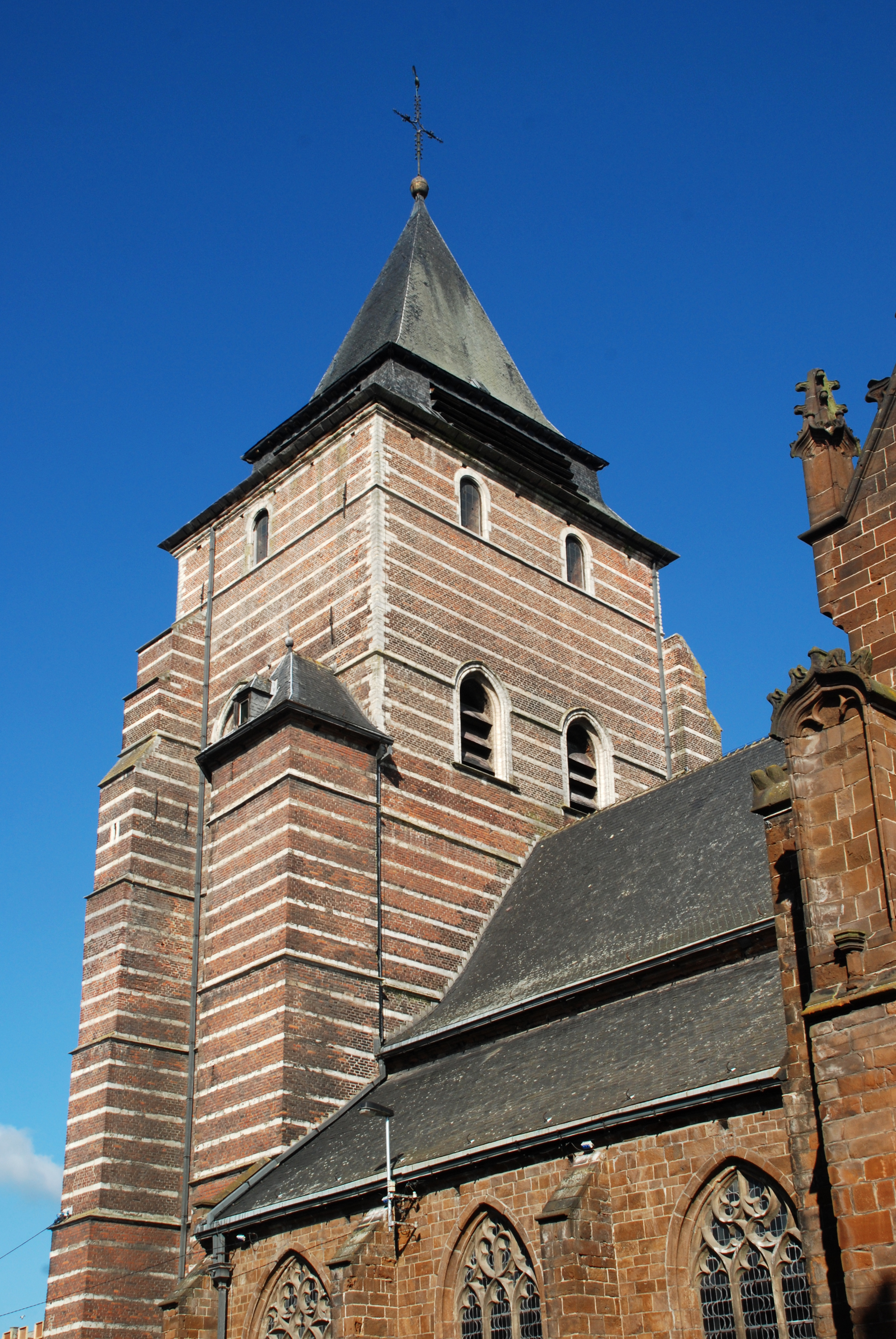
Turm der Kirche Saint-Jean-Baptiste mit Specklagen in Wavre SÖ von Brüssel

Specklagen, ndl.: speklagen (Sg.: speklaag) sind ein verbreitetes Gestaltungsmittel in der Backsteingotik der Niederlande und Belgien sowie der davon stark beeinflussten des Niederrheins. Es handelt sich um Schichten von hellem Naturstein im roten Backsteinmauerwerk, also eine Form der Bänderung. Das können schmale Schichten in großen Abständen sein, aber der Naturstein kann auch die Hälfte der Wandoberfläche bedecken. Die Optik erinnert an einen „gut durchwachsenen Schinken“.

## Geschichte

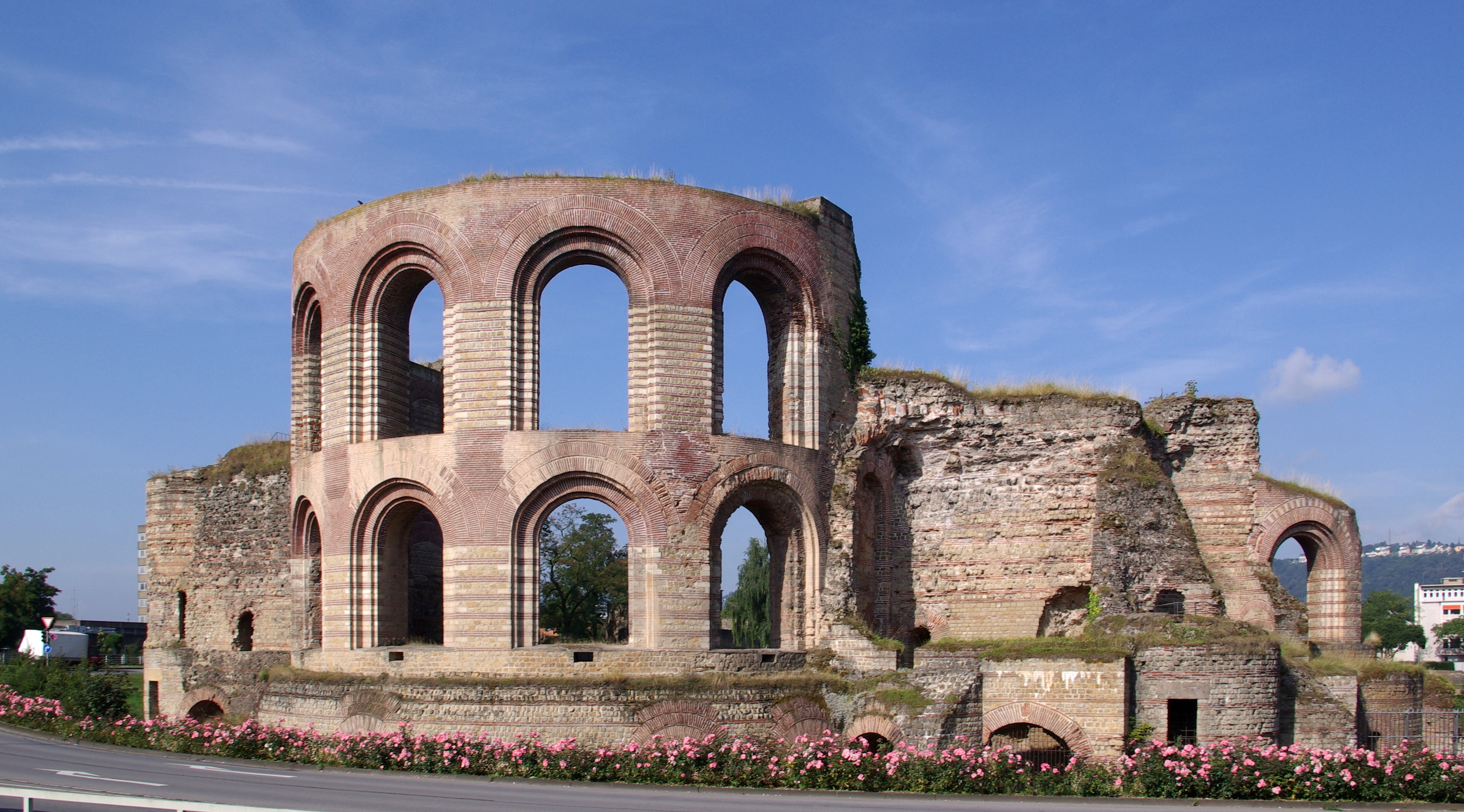
Kaiserthermen in Trier

Schon seit dem Altertum und mit anderem optischen Eindruck gibt es den Wechsel von Lagen runder Steine mit Lagen von Ziegeln, typisch für die byzantinische Architektur. Gestreifte Mauern wurden bereits in der Antike hergestellt. So verwendeten die Römer beispielsweise Opus caementicium, eine betonähnliche Substanz, um daraus monumentale Bauwerke wie die Kaiserthermen in Trier zu errichten. Vereinzelt finden sich Bänderungen schon in der Romanik, etwa an der Kirche St. Hippolyt in Blexen an der Wesermündung oder mit riesenhaften Backsteinen an der Klosterkirche in Wąchock südlich von Radom in Polen.
Die Specklagen entstanden nach Angaben von Beatrice Härig von der Deutschen Stiftung Denkmalschutz jedoch erstmals um 1400. Seinerzeit wurden die Giebel der Kirchen im Herzogtum Brabant aus Naturstein errichtet. Die Niederländer bezogen zu dieser Zeit vor allem Tuffstein aus der Vulkaneifel bei Andernach, aber auch Sandstein und Kalkstein aus dem Mittelrheingebiet und dem Münsterland. Da dieser Werkstoff teuer war, konnten sie durch den Einsatz von lagig verbautem Mauerstein die Baukosten senken. Um 1500 wurde dieses Gestaltungselement in den Hausbau übernommen und prägte seit dieser Zeit die Niederländische Renaissance. Beatrice Härig vermutet, dass seit der Renaissance mit den „Speckschichten“ die unterschiedlichen Eigenschaften der Steine kombiniert werden sollten. Durch den Einsatz von Mauerstein konnte so der feuchtigkeitsliebende Naturstein „abgedichtet“ werden. Härig sieht daher im Einsatz der Specklagentechnik eine Verbindung von „ästhetischer mit praktischer Funktion“. Der Baustil prägte darüber hinaus auch angrenzende Regionen. So wurde beispielsweise das in den Jahren 1624/1625 errichtete Haus Alst in Horstmar (NRW) im Specklagenstil errichtet. 1561 wurde der Merveldter Hof errichtet, der als das älteste Haus dieses Stils in Westfalen gilt. Das bedeutendste Beispiel eines Patrizierhauses dieses Stils in Ostfriesland ist (nach der Zerstörung Emdens im Zweiten Weltkrieg) das Schöninghsche Haus von 1576 in Norden.

## Bänderungen von Backstein und Naturstein in entfernteren Regionen

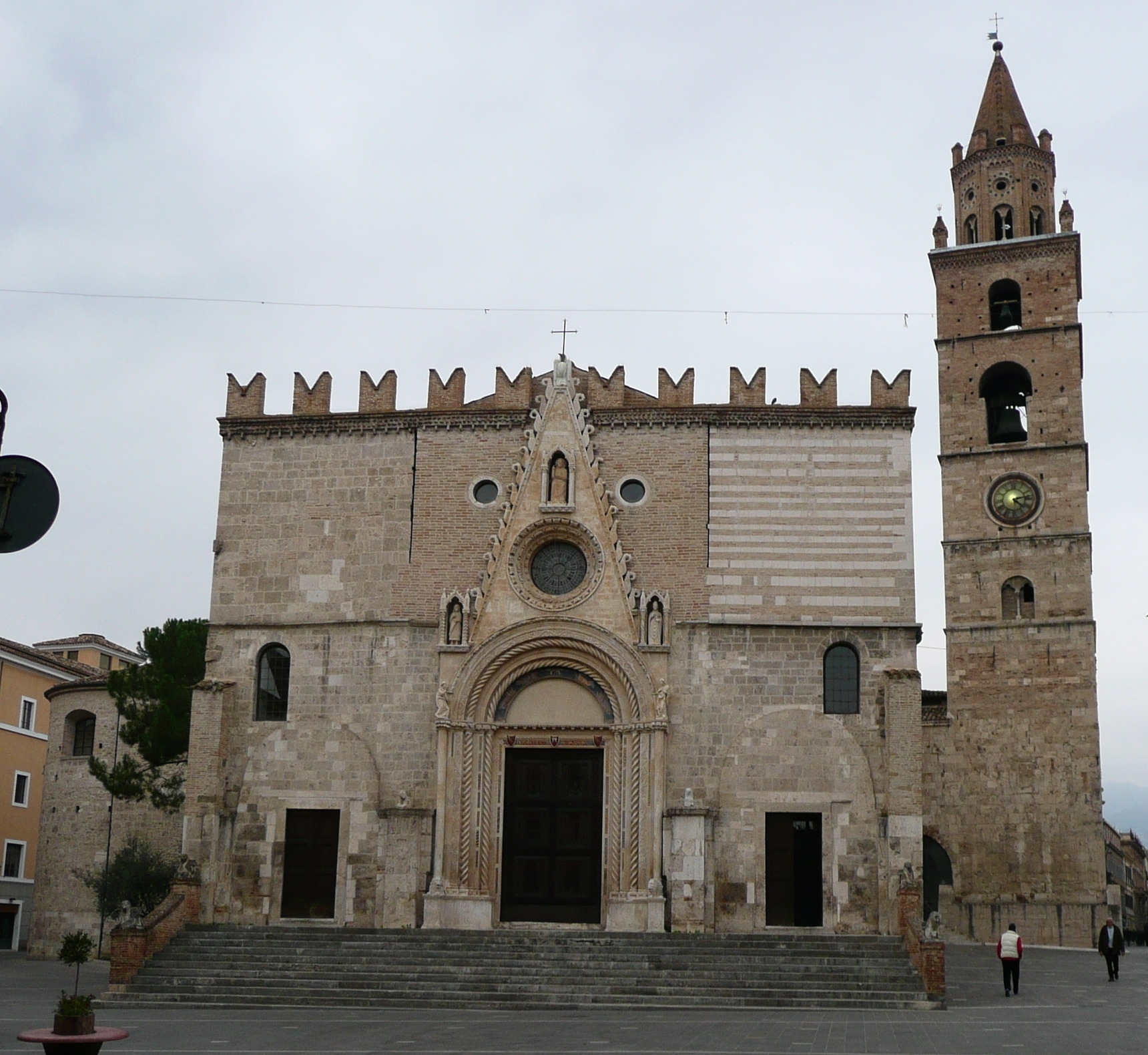
Dom von Teramo, italienische Region Abruzzen, romanisch und gotisch, nur einzelne Wandbereiche mit Wechsel von Backstein und Werkstein

- In Dänemark verwendeten die Baumeister vorzugsweise Kalkstein von Møn oder auch von der Ostküste Jütlands zur Erzeugung einer dekorativen Bänderung, beispielsweise an den Kirchen in Faxe, Roholte Sogn und Sneeslev, siehe Backsteingotik in Dänemark → Insel Seeland.
- In Italien, sind z. B. die Kirchen San Francesco d’Assisi (Bilder) und San Giovanni Evangelista (Bilder) in Brescia mit Backstein und Naturstein gestaltet. Weniger konsequent durchgehaltene Lagenwechsel mit Backstein finden sich an einzelnen gotischen Bauwerken in der Toskana und den Abruzzen. In Mittel- und Süditalien sind allerdings Lagenwechsel von hellem und dunklem Naturstein wesentlich häufiger anzutreffen.